# Acantholipes circumdata
Acantholipes circumdata is een vlinder van de familie van de spinneruilen (Erebidae). De wetenschappelijke naam van deze soort is voor het eerst voorgesteld als Hydrelia circumdata door Francis Walker in een publicatie uit 1858.

## Verspreiding
De soort komt voor in:
- het Palearctisch gebied waaronder Egypte, Iran en Afghanistan,
- het Afrotropisch gebied waaronder Mauritanië, Senegal, Burkina Faso, Niger, Soedan, Eritrea, Ghana, Nigeria, Congo-Brazzaville, Congo-Kinshasa, Somalië, Kenia, Tanzania, Malawi, Mozambique, Namibië, Zimbabwe, Zuid-Afrika, Eswatini, Saudi-Arabië, Bahrein, de Verenigde Arabische Emiraten, Oman en Jemen,
- het Oriëntaals gebied waaronder Pakistan en India.

## Waardplanten
De rups leeft op Taverniera spartea (Fabaceae).